# حسن محمد (لاعب كرة قدم)
حسن محمد (مواليد 23 أغسطس 1962) هو لاعب كرة قدم. يلعب مع منتخب الإمارات العربية المتحدة لكرة القدم. سبق له أن لعب في كأس العالم لكرة القدم مع منتخب بلاده.

## روابط خارجية
- حسن محمد (لاعب كرة قدم) على موقع الاتحاد الدولي (مؤرشف)  (الإنجليزية)
- حسن محمد (لاعب كرة قدم) على موقع قاعدة بيانات كرة القدم.إي يو (الإنجليزية)
- حسن محمد (لاعب كرة قدم) على موقع ناشيونال فوتبول تيمز (الإنجليزية)
- حسن محمد (لاعب كرة قدم) على موقع عالم كرة القدم.نت (الإنجليزية)